# Thomas Gage (botaniste)
Pour les articles homonymes, voir Gage.
Sir Thomas Gage (2 mars 1781 – 27 décembre 1820, Rome), 7e baronnet, est un botaniste, collectionneur de plantes rares européennes. La Gagée lui a été dédiée par Richard Anthony Salisbury.